# Akito Takagi
Akito Takagi (髙木 彰人, Takagi Akito, Sakai, 4 augustus 1997) is een Japans voetballer die als aanvaller speelt bij Montedio Yamagata.

## Clubcarrière
Takagi begon zijn carrière in 2014 bij Gamba Osaka. Hij tekende in juli 2019 bij Montedio Yamagata.

## Interlandcarrière
Takagi speelde met het nationale elftal voor spelers onder de 20 jaar op het WK –20 van 2017 in Zuid-Korea.